# NGC 194
NGC 194 (również PGC 2362 lub UGC 407) – galaktyka eliptyczna (E), znajdująca się w gwiazdozbiorze Ryb. Odkrył ją William Herschel 25 grudnia 1790 roku.